# Herz-Jesu-Kirche (Dillenburg)

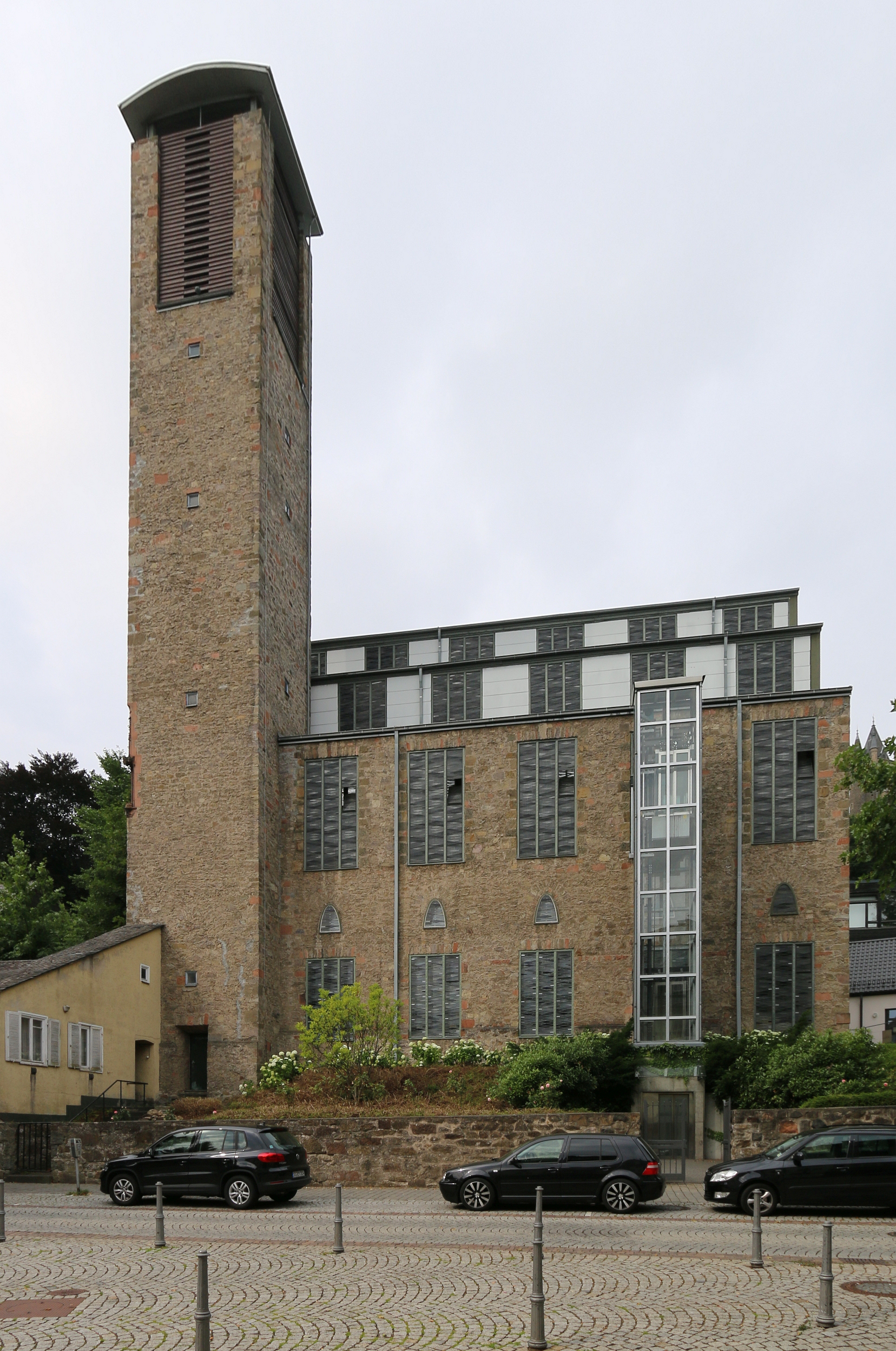
Herz-Jesu-Kirche

Die Herz-Jesu-Kirche ist die römisch-katholische Pfarrkirche in Dillenburg, einer Stadt im Lahn-Dill-Kreis im Westen von Hessen. Die Kirche ist die Pfarrkirche der Pfarrei Zum Guten Hirten an der Dill in der „Region an der Lahn“ des Bistums Limburg.

## Geschichte
Wilhelm der Reiche führte im 16. Jahrhundert in seiner Grafschaft Nassau-Dillenburg die Reformation ein, wodurch die Bevölkerung und die Johanneskirche von Dillenburg evangelisch-lutherisch wurden.
In der Franzosenzeit schenkte Napoleon Bonaparte 1809 den Katholiken von Dillenburg die Orangerie in Dillenburg, in der von da an katholische Gottesdienste stattfanden. 1813 wurde die katholische Pfarrei Dillenburg gegründet.
1885 wurde am Wilhelmsplatz ein Grundstück erworben, auf dem 1892 die Grundsteinlegung für die erste Herz-Jesu-Kirche erfolgte, die am 30. Juli 1893 geweiht wurde.
Da sich im Zuge der Flucht und Vertreibung Deutscher aus Mittel- und Osteuropa nach dem Zweiten Weltkrieg die Katholikenzahl von Dillenburg erheblich vergrößert hatte, war die Kirche zu klein geworden. Am 22. Juli 1956 wurde am Wilhelmsplatz der Grundstein für die heutige Herz-Jesu-Kirche gelegt, die Weihbischof Walther Kampe am 6. Oktober 1957 weihte. Ein Teil der alten Kirche blieb erhalten, wird heute als Pfarrsaal genutzt und steht als Kulturdenkmal Nr. 191609 unter Denkmalschutz. 1970 bekam die Herz-Jesu-Kirche vier Glocken, 1975 eine Orgel und 2007 eine Aufzugsanlage.
Die heutige Pfarrei Zum Guten Hirten an der Dill wurde mit einem Gründungsgottesdienst am 23. Januar 2022 von Bischof Georg Bätzing gegründet. Zu diesem Zeitpunkt war die neue Pfarrei flächenmäßig die größte im Bistum Limburg, zu ihr gehörten damals rund 12.000 Gläubige. Neben der Herz-Jesu-Kirche in Dillenburg gehören zur Pfarrei auch die Kirchen Heilig Geist in Bicken, Heilige Dreifaltigkeit in Breitscheid, Maria Himmelfahrt in Driedorf, St. Josef in Eibelshausen, Herz Mariä in Ewersbach, Zu den Heiligen Engeln in Fellerdilln, Zum kostbaren Blut in Frohnhausen, Maria Himmelfahrt in Haiger, St. Petrus in Herborn, Zum Heiligen Kreuz in Hirzenhain und St. Michael in Sinn sowie das Roncallihaus in Oberscheld und das Rupert-Mayer-Haus in Schönbach.

## Architektur und Ausstattung
Die Kirche entstand nach Plänen des Architekten Hans Busch.
Die vier Glocken stammen aus der Glocken- und Kunstgießerei Rincker und wurden am 14. Juni
1970 in Dillenburg geweiht. Jupp Jost entwarf die Rundfenster in der Rückfront, die Gottes Schöpfung darstellen, das Altarbild mit dem Jüngsten Gericht, den Osterleuchter und das Sgraffito, das Tobias mit dem Erzengel Raphael zeigt.
Johannes Klais Orgelbau baute die Orgel, das Instrument verfügt über 42 Register und wurde am 20. April 1975 eingeweiht.